# Exception d'inconstitutionnalité
L'exception d'inconstitutionnalité est un concept de droit constitutionnel selon lequel tout justiciable peut invoquer, contre une loi que la justice voudrait lui appliquer, le fait que cette dernière est contraire à la Constitution.

## Concept
La hiérarchie des normes permet aux juges de connaître la prévalence de chaque texte juridique par rapport à un autre, en fonction de leur place dans ladite hiérarchie. Il est toutefois possible que, en l'absence d'un contrôle de constitutionnalité a priori (réalisé avant que la loi ne soit adoptée), des textes juridiques contraires à la Constitution soient en vigueur dans un pays. 
En droit français, dans le cas où un texte serait mobilisé par un juge dans le cadre d'un contentieux, et que le justiciable estime raisonnablement que ce texte est contraire aux droits et libertés garantis par la norme fondamentale, alors il peut invoquer l'exception d'inconstitutionnalité afin que la loi incriminée soit examinée par le Conseil constitutionnel. Afin d'éviter une surcharge du Conseil, le Conseil d'État ou la Cour de cassation effectuent un filtrage, avant de transférer la question au Conseil. Ce dernier se prononce sur la loi et peut la censurer. L'exception d'inconstitutionnalité est aujourd'hui réglée par la procédure de la Question prioritaire de constitutionnalité.
L'exception d'inconstitutionnalité existe dans le système juridique de divers pays, dont notamment des pays africains dont le droit est inspiré de celui de la France. Elle existe par exemple au Bénin.